# Кравченко, Татьяна Петровна
Татьяна Петровна Кравченко (30 апреля 1916, Астрахань — 2003, Санкт-Петербург) — советская и российская пианистка, педагог, народная артистка РСФСР.

## Биография
Татьяна Петровна Кравченко родилась 30 апреля 1916 года в Астрахани. Её мать была пианисткой, отчим также был музыкантом. Через какое-то время семья переехала в Москву, где мать стала директором музыкальной школы. В 1930—1934 годах училась в Музыкальном училище имени Октябрьской Революции на струнном факультете. В 1934—1939 году училась в Московской консерватории (класс фортепиано Л. Н. Оборина, стала практически первой его ученицей). В 1945 окончила у него же аспирантуру. Во время Великой Отечественной войны была в эвакуации в Томске. Выступала с пианистом Михаилом Семёновичем Друскиным.
В 1945—1950 годах была солисткой Московской филармонии.
В 1950—1967 годах работала в Ленинградской консерватории, кандидат искусствоведения (1954), с 1964 года профессор. В конце 1950-х годов преподавала в Китае в Шанхайской консерватории.
В 1967—1979 годах преподавала в Киевской консерватории, заведовала кафедрой специального фортепиано. Её учениками здесь были победители конкурсов им. Б. Сметаны: В. В. Денисенко, В. Ю. Быстряков, Л. Н. Донец.
В 1980 году вернулась в Ленинград, где продолжила преподавать в Ленинградской консерватории. Среди её учеников — В. Ю. Быстряков, В. В. Денисенко, Л. Н. Донец, Ю. И. Глущенко, В. П. Муравский.
Много выступала, как пианистка в России и за рубежом. Выступала в ансамбле с О. М. Пархоменко (скрипка).
Среди её учеников: И. Павлова, В. Л. Макаров, Г. Курков, Ю. Дикий, С. Кривопос, Л. Набедрик. Лауреатами международных конкурсов стали её ученики Ин Чен Зонг, Н. В. Трулль, В. В. Мищук (2-е премии на конкурсах им. П. Чайковского), Гу Шуань (4-я премия на конкурсе им. Шопена), Ли Минцян (победа на конкурсе им. Энеску, 4-я премия на конкурсе им. Шопена), Е. Марголина, П. Зарукин; победители всесоюзных и республиканских конкурсов: В. Глущенко, В. Шамо, М.Н. Черноруцкий Черноруцкий, Марк Наумович, В. Козлов, Байков, Е. Ковалёва-Тимошкина, А. Бугаевский.
Умерла в 2003 году, похоронена на Павловском кладбище (Центральный участок) близ Санкт-Петербурга.

### Семья
- Муж — виолончелист Лев Соломонович Гинзбург (1907—1981), музыковед, виолончелист, педагог[1].

## Награды и премии
- Заслуженная артистка РСФСР (23.10.1962)[2].
- Народная артистка РСФСР (1988).